# Río Bueno
Río Bueno é uma das 4 comunas pertencentes à província de Ranco na Região de Los Rios, Chile. Limita-se a noroeste com La Unión, a nordeste com Lago Ranco ao sul com a Puyehue, na província de Osorno, Região de Los Lagos, a sudoeste com a comuna de San Pablo, na mesma província.

## Geografia e Clima
Río Bueno localiza-se no vale do Rio Bueno, que serve de escoadouro do lago Ranco. O rio Bueno é navegável por barcaças. Neste lugar os indígenas derrotaram os espanhóis comandados por Juan Salazar de Espinosa em 1554.
O clima é húmido e temperado, e os solos férteis, os quais permitiram o desenvolvimento de uma agricultura de cereais, frutas, hortaliças e legumes. Sua localização, a aproximadamente 70 km de Valdivia e a 30 km de Osorno, tem favorecido seu desenvolvimento.